# Нёвиль-ле-Дам
Нёви́ль-ле-Дам (фр. Neuville-les-Dames) — коммуна во Франции, находится в регионе Рона — Альпы. Департамент — Эн. Входит в состав кантона Шатийон-сюр-Шаларон. Округ коммуны — Бурк-ан-Брес.
Код INSEE коммуны — 01272.

## География
Коммуна расположена приблизительно в 360 км к юго-востоку от Парижа, в 50 км севернее Лиона, в 19 км к западу от Бурк-ан-Бреса.
По территории коммуны протекает река Ренон. Есть много озёр.

## Климат
Климат полуконтинентальный с холодной зимой и тёплым летом. Дожди бывают нечасто, в основном летом.

## Население
Население коммуны на 2010 год составляло 1504 человека.
| 1962 | 1968 | 1975 | 1982 | 1990 | 1999 | 2010 |
| ---- | ---- | ---- | ---- | ---- | ---- | ---- |
| 1059 | 1062 | 1069 | 1064 | 1141 | 1232 | 1504 |

## Администрация
| Период | Период | Фамилия        | Партия                  | Примечания                  |
| ------ | ------ | -------------- | ----------------------- | --------------------------- |
| 1977   | 1984   | Анри Мартен    |                         |                             |
| 1984   | 1995   | Фернан Ру      |                         |                             |
| 1995   | 2008   | Патрис Моранда | Социалистическая партия | президент сообщества коммун |
| 2008   | 2014   | Жан-Клод Бувье |                         |                             |
| 2014   | 2020   | Флоран Шеврель |                         |                             |

## Экономика
В 2010 году среди 964 человек трудоспособного возраста (15—64 лет) 748 были экономически активными, 216 — неактивными (показатель активности — 77,6 %, в 1999 году было 75,4 %). Из 748 активных жителей работали 678 человек (366 мужчин и 312 женщин), безработных было 70 (32 мужчины и 38 женщин). Среди 216 неактивных 74 человека были учениками или студентами, 91 — пенсионерами, 51 были неактивными по другим причинам.

## Достопримечательности
- Замок Шевинье (XVIII век). Исторический памятник с 1980 года.[4]
- Замок Шассань (реконструирован в XIX веке).

## Фотогалерея
- Нёвиль-ле-Дам
- Карта коммуны